# 도슨의 청춘일기
도슨의 청춘일기(Dawson's Creek)는 The WB에서 1998년 1월 20일부터 2003년 5월 14일까지 방영된 미국의 십대 드라마이다.